# Monotagma rudanii
Monotagma rudanii är en strimbladsväxtart som beskrevs av Hagberg. Monotagma rudanii ingår i släktet Monotagma och familjen strimbladsväxter. IUCN kategoriserar arten globalt som starkt hotad. Inga underarter finns listade.